# Rivière d'Angerville
La rivière d'Angerville est un petit cours d'eau de l'Eure, et un affluent de la Calonne, donc un sous-affluent de la Touques.

## Géographie
D'une longueur apparente de 1,9 kilomètre, la rivière d'Angerville prendrait sa source à 96 mètres d'altitude dans la commune de Morainville-Jouveaux au lieu-dit La Cannerie dans le département de l'Eure.
Selon le SANDRE, sa longueur est de 6,1 kilomètres et sa source serait alors plus loin, toujours à la limite des deux communes de Saint-Sylvestre-de-Cormeilles et Morainville-Jouveaux, au lieu-dit la Pognantrie, à l'altitude 155 mètres.
La rivière d'Angerville traverse la commune de Saint-Sylvestre-de-Cormeilles avant de se jeter dans la Calonne à Saint-Pierre-de-Cormeilles au lieu-dit Le Fossé.

## Détails supplémentaires
Sa source est composée de deux résurgences dont l'une a un débit très supérieur à l'autre.
Un moulin, aujourd'hui à l'abandon, est installé sur la course de la rivière.

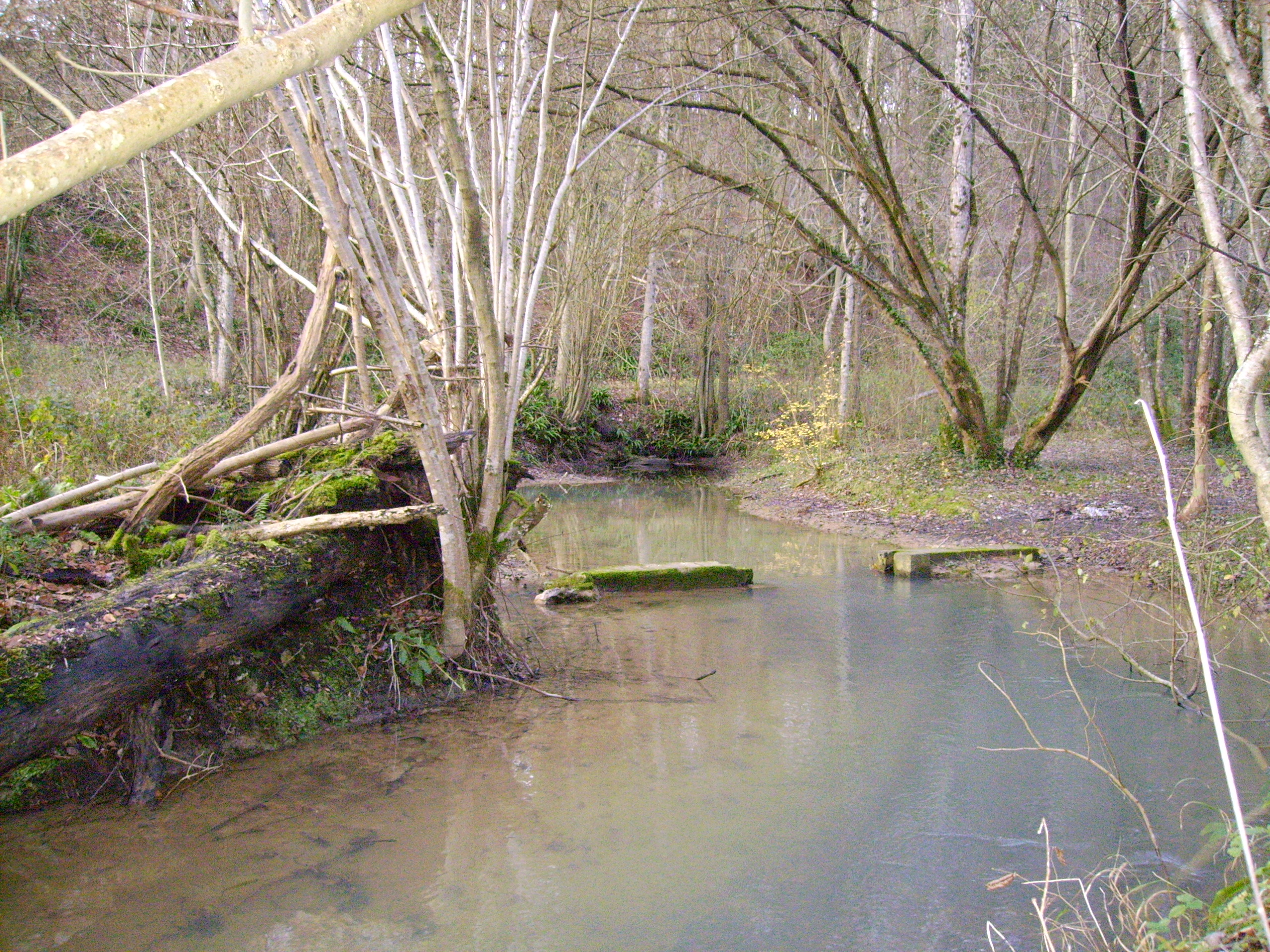
La source (résurgence principale)

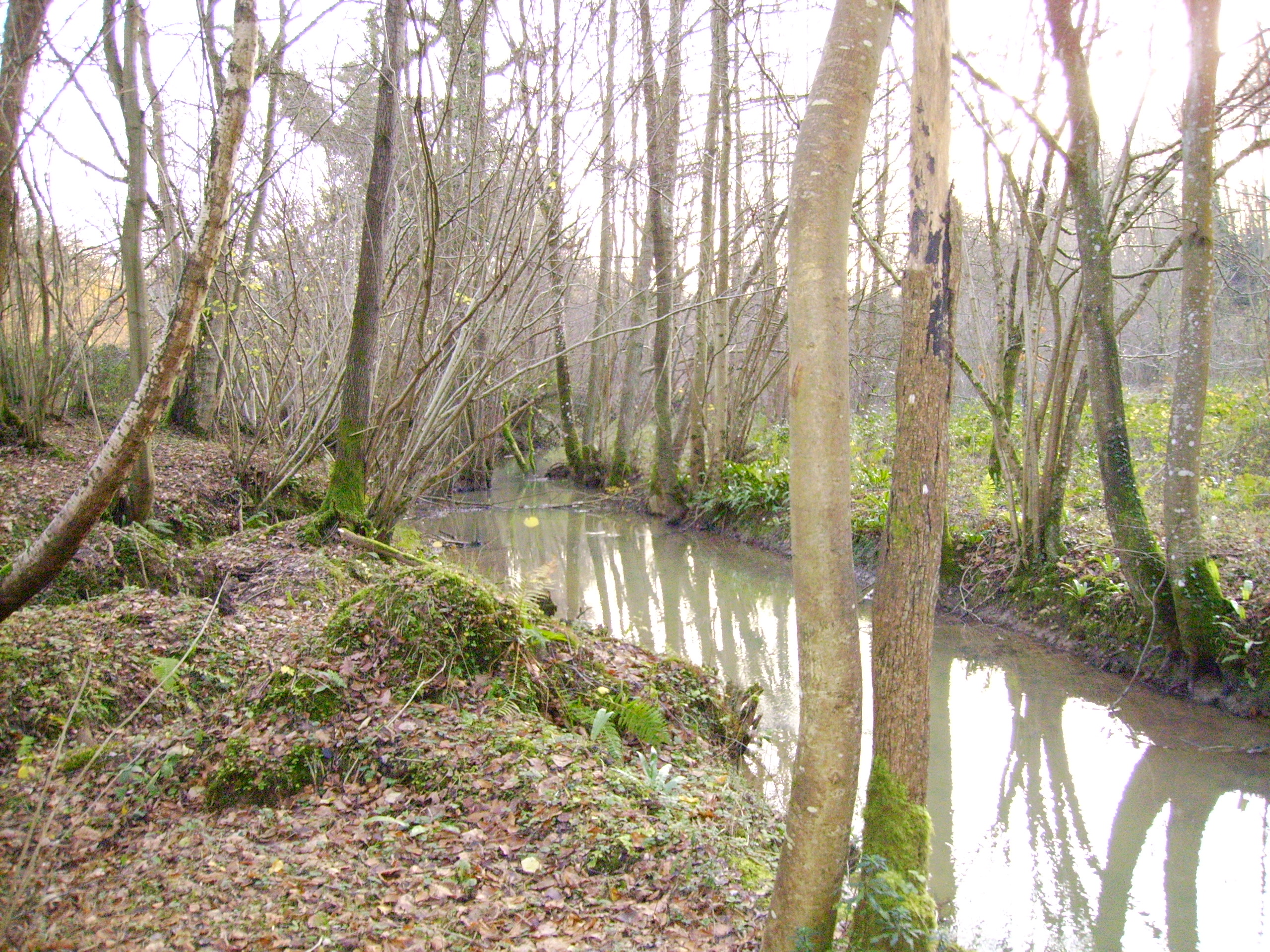
Les premiers mètres de la rivière d'Angerville

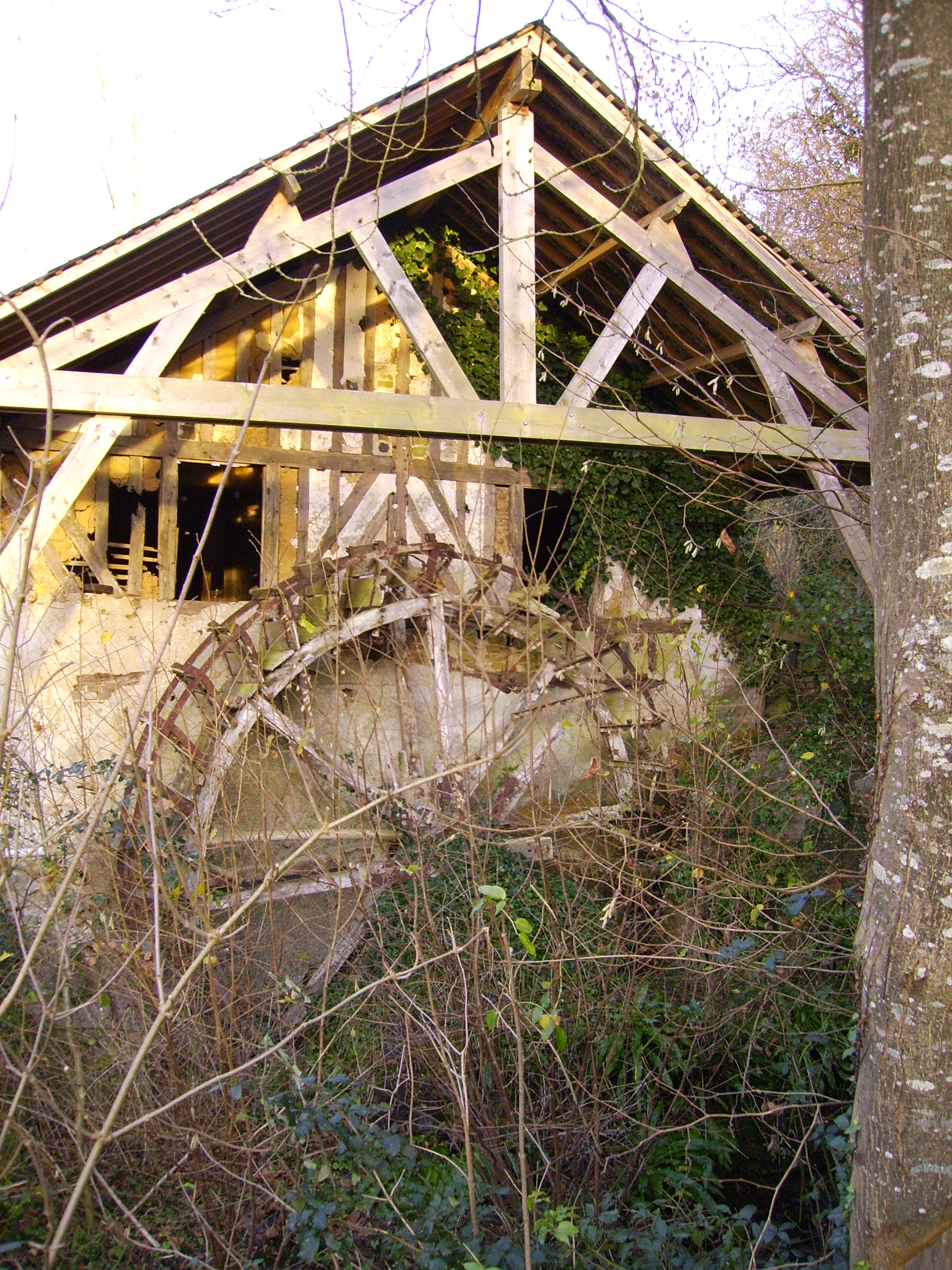
Le moulin à l'abandon au lieu-dit Moulin Clipin à Saint-Sylvestre-de-Cormeilles